# Château Dauzac
Koordinaten: 45° 1′ 9,9″ N, 0° 37′ 24,8″ W

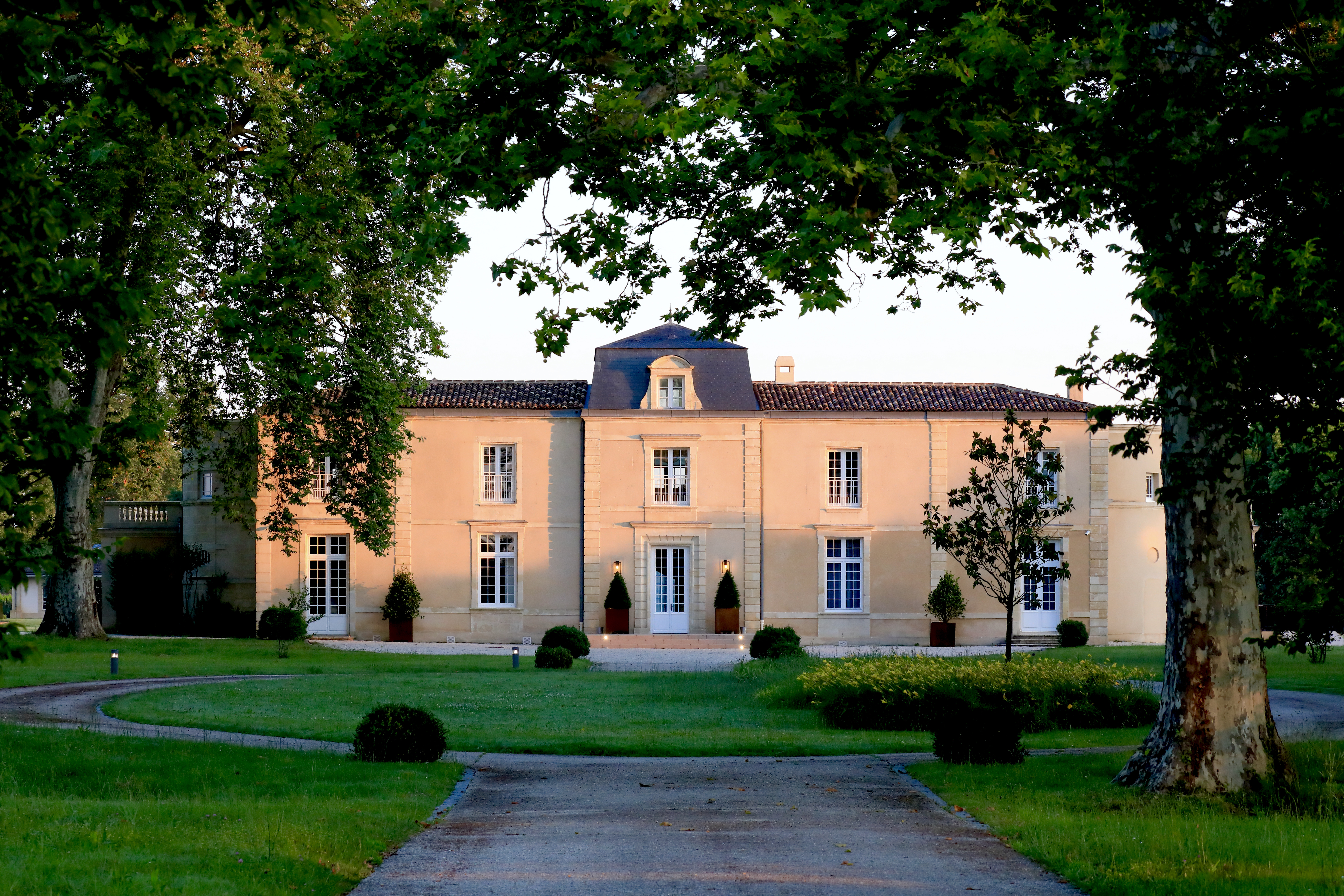
Château Dauzac.

Château Dauzac ist ein französisches Weingut in der Appellation Margaux, auf der Halbinsel Médoc. Von 120 Hektar Gesamtfläche sind rund 45 Hektar mit Weinreben bestockt. Es erhielt 1855 im Rahmen der Bordeauxwein-Klassifikation den Rang eines 5ième Grand Cru.
Die Rebflächen in Margaux sind zu 58 % mit der Rebsorte Cabernet Sauvignon, zu 37 % Merlot und 5 % Cabernet Franc bestockt. Nach der Vergärung in temperaturgeregelten Edelstahltanks reift der Wein mindestens zwölf Monate in Barriques, die je nach Jahrgang zu 50 bis 80 % erneuert werden. Jährlich werden etwa 120.000 Flaschen vermarktet.
Als externen Önologen konnte man früher Pascal Ribéreau-Gayon engagieren. Heute wird Château Dauzac vom Önologen Jacques Boissenot sowie dessen Sohn Eric begleitet und beraten.
Der Zweitwein heißt La Bastide Dauzac. Außerdem wird noch eine dritte Produktlinie unter dem Namen Château Labarde in den Weinkellern von Dauzac ausgebaut.

## Geschichte
Die ersten Rebflächen wurden schon im 12. Jahrhundert durch Angehörige des Klosters von Sainte-Croix de Bordeaux angelegt; das eigentliche Weingut wird jedoch erst ab 1740 mit Graf Thomas Michel Lynch sowie dessen Sohn J.B. Lynch gegründet.
Der 1669 in Galway geborene John Lynch kam im Rahmen der Flucht der Wild Geese nach Frankreich. Die Flucht der Wild Geese bezieht sich auf die Emigration einer irischen jakobinischen Armee unter dem Kommando von Patrick Sarsfield aus Irland nach Frankreich wie es im Vertrag von Limerick am 3. Oktober 1691 vereinbart wurde. In Bordeaux ließ sich John Lynch als Händler von Textilen, Wolle und Leder nieder und heiratete Guillemette Constant. Im Jahr 1710 wurde John Lynch als Franzose naturalisiert und nannte sich Jean Lynch.
Sein Sohn Thomas-Michel heiratete im Jahr 1740 Elisabeth Drouillard. Als der Vater von Elisabeth, Pierre Drouillard im Jahr 1749 verstarb, erbte seine Tochter die Hälfte des Landbesitzes Bourdieu de BATGES und zahlte der Witwe von Pierre die Summe von 42.000 livres, um in den Alleinbesitz zu kommen. Dieses Jahr repräsentiert die Gründung des Château Lynch. Später erwarb er sowohl Ländereien zur Erweiterung von Château Lynch. Auch Château Dauzac gehörte zum Besitz der Familie Lynch. Im Jahr 1855 wurde es in den Stand eines fünften Gewächses in der damals neu eingeführten Klassifikation von Bordeauxweinen erhoben.
Im Jahr 1865 erwarb Nathanial Johnston das Gut, nachdem er bereits im Jahr 1840 Mitinhaber an Château Latour wurde und später auch Château Ducru-Beaucaillou kaufte. Der Aufschwung des Guts wurde jedoch jäh von der Reblauskatastrophe und von dem wenig später auftretenden Falschen Mehltau unterbrochen. Die Erträge fielen auf unter 50 % eines normalen Durchschnittsjahres. Da die Gegend um Margaux, Cantenac und Macau weniger hart vom Mehltau betroffen wurde als zum Beispiel Pauillac, kam es im Jahr 1884 zu dem Paradoxon, dass Château Cantemerle und auch Château Dauzac höhere Preise für den Wein als das erstklassierte Château Lafite-Rothschild durchsetzen konnten.
Das Weingut stand gegen Ende des 19. Jahrhunderts im Rampenlicht, als hier die Bordeauxbrühe unter den Impulsen des technischen Direktors, Ernest David, erfolgreich getestet wurde.
1988 wurde das Weingut von der Mutuelle d’Assurances des Instituteurs de France (kurz MAIF), einer Versicherung, aufgekauft.
Das Weingut Château Dauzac wird derzeit von André Lurton in der Position eines technischen Direktors geleitet.